# Naturschutzökologie
Die Naturschutzökologie führt Erkenntnisse aus unterschiedlichen wissenschaftlichen Bereichen, wie Ökologie, Ökonomie und Soziologie zusammen und setzt diese für Bewahrung der biologischen Vielfalt ein. Die Entwicklung eines neuen Verständnisses für negative Wirkungen neuer Bewirtschaftungsformen der intensiven Landnutzung auf natürliche und halbnatürliche Ökosysteme hat zur Entwicklung der Naturschutzökologie wesentlich beigetragen.

## Tätigkeitsfeld

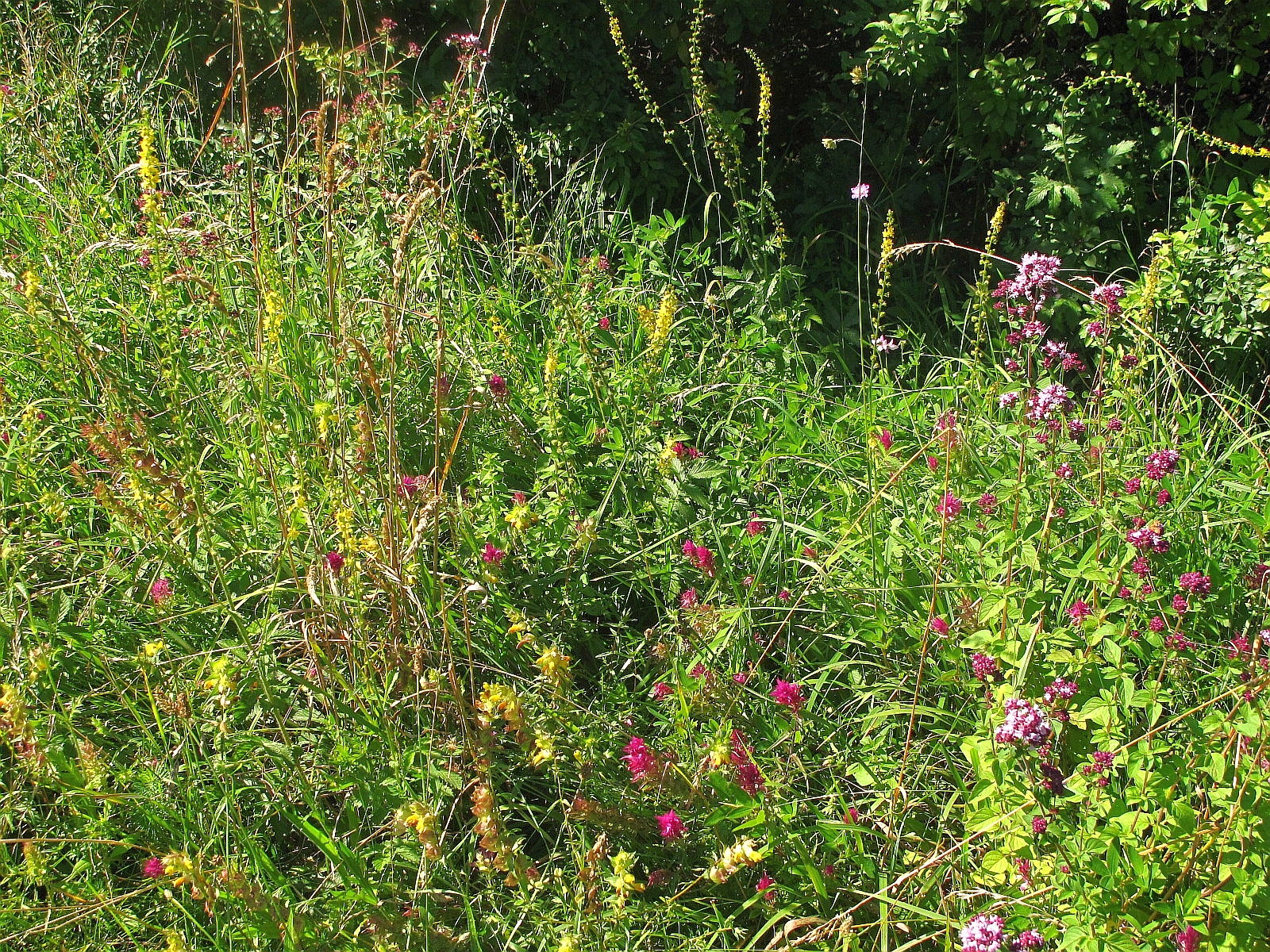
Artenreicher Halbmagerrasen

Naturschutzökologie agiert als wissenschaftliche Disziplin vor dem Hintergrund einer durch menschliche Aktivität verursachten Zerstörung von Lebensräumen, welche dramatische Folgen für die biologische Vielfalt auf der Erde hat. Sie steht im Kontext eines gegenwärtigen Massenaussterbens von Pflanzen- und Tierarten. Die Naturschutzökologie richtet ihren Blick auf die Fragestellung, welche Bedeutung und Konsequenzen ein solcher Verlust an biologischer Vielfalt für die Funktionsfähigkeit von Lebensgemeinschaften und Ökosystemen hat, insbesondere im Hinblick auf Bedeutung der interspezifischen Wechselwirkungen für die Funktionalität der Lebensgemeinschaften. Naturschutzökologie untersucht die Frage, ob der Verlust einer Spezies eine Art Dominoeffekt nach sich zieht. Die Untersuchungen betreffen die Prüfung, ob durch das Verschwinden einer Art weitere Arten vom Aussterben betroffen sind, ob sich hierdurch Veränderungen für die Ökosysteme an sich ergeben und ob hierdurch die Fähigkeit von Ökosystemen beeinträchtigt wird, dem Menschen notwendige Dienste bereitzustellen.

## Theoretische Kontroversen
Die Bedeutung der biologischen Vielfalt für ökologische Lebensgemeinschaften wird von zwei Modellen unterschiedlich beantwortet, was das Spannungsfeld, in dem die Naturschutzökologie agiert, verdeutlicht.
Die Ökologen Paul und Anne Ehrlich von der Stanford University (USA) stellten 1981 das von ihnen entwickelte Nietenmodell vor. Sie vergleichen hier die Anzahl der Arten einer Lebensgemeinschaft mit der Anzahl der Nieten einer Flugzeugtragfläche. In diesem Modell trägt jede Niete im kleinen aber merkbaren Umfang zur Stabilität der gesamten Flugzeugtragfläche bei. Während der Verlust einiger weniger Nieten auf das Gleichgewicht wenig Einfluss haben dürfte, kann bei dem Ausfallen einer höheren Zahl Nieten die Stabilität auf einen Schlag zusammenbrechen und den Absturz des Flugzeugs bewirken. Dieses Modell sieht die Struktur von Lebensgemeinschaften wesentlich von den interspezifischen Wechselbeziehungen bestimmt und misst jeder Art einen kleinen, jedoch wichtige Beitrag für die Funktionalität des Gesamtsystems zu. Das Ausfallen einer Art, z. B. eines Schlüsselräubers, kann demnach einen Dominoeffekt für die gesamte Lebensgemeinschaft bedeuten.
Einen anderen Ansatz vertritt der Ökologe Brian Walker von der Commonwealth Scientific and Industrial Research Organisation (CSIRO, Australien). In dem von ihm entwickelten Redundanzmodell vergleicht er die Arten eines Ökosystems nicht mit Nieten, sondern mit Insassen eines Flugzeugs, die außer der Besatzung für die Stabilität des Flugzeugs wenig Bedeutung haben. Die meisten Arten sind demnach für das Funktionieren eines Ökosystems nicht wirklich notwendig, sie stellen vielmehr eine zum gegenwärtigen Zeitpunkt nicht relevante Größe für das Aufrechterhalten des Ökosystems dar. Bei Störungen des Systems können diese Arten jedoch aus der Redundanz heraustreten und wesentliche Systemfunktionen übernehmen. Nach dem Redundanzmodell bietet es sich an, die Arten einer Lebensgemeinschaft in funktionelle Gruppen einzuteilen und Arten, die innerhalb ihrer funktionellen Gruppe keine funktionelle Rolle spielen, als redundant einzustufen. Die Struktur und Funktion der Lebensgemeinschaft liegt hier schwerpunktmäßig bei den funktionellen Gruppen und weniger bei den einzelnen Arten. Bei Verlust eines Schlüsselräubers würde nach dem Redundanzmodell eine andere Art die Rolle übernehmen.   Ein Dominoeffekt wird daher dann ausgelöst, wenn das Gros der Arten einer funktionellen Gruppe ausfällt. Insofern ist nach dem Redundanzmodell bei einem zu untersuchenden Ökosystem eine Analyse bezüglich der Größe von Redundanzen innerhalb der Lebensgemeinschaft erforderlich.
Ob die Stabilität eines Ökosystems eher von den interspezifischen Wechselbeziehungen der einzelnen Arten abhängt, indem der Verlust einer Spezies sich auf viele andere auswirkt oder von der Menge der Redundanz, wo der Verlust eines Großteils einer funktionellen Gruppe zur Destabilisierung führt, ist wahrscheinlich vom Typ des jeweiligen Ökosystems abhängig und bedarf der wissenschaftlichen Begutachtung. Für beide Hypothesen sind stützende experimentelle Befunde vorhanden.